# Nagel-Séez-Mesnil
Nagel-Séez-Mesnil is een gemeente in het Franse departement Eure (regio Normandië) en telt 304 inwoners (1999). De plaats maakt deel uit van het arrondissement Évreux.

## Geografie
De oppervlakte van Nagel-Séez-Mesnil bedraagt 11,6 km², de bevolkingsdichtheid is 26,2 inwoners per km².
De onderstaande kaart toont de ligging van Nagel-Séez-Mesnil met de belangrijkste infrastructuur en aangrenzende gemeenten.

## Demografie
Onderstaande figuur toont het verloop van het inwonertal (bron: INSEE-tellingen).